# Richard Bergmann
Richard Bergmann (ur. 10 kwietnia 1919 w Wiedniu, zm. 5 kwietnia 1970) – austriacki, a od 1939 roku brytyjski tenisista stołowy, siedmiokrotny mistrz świata.

## Życiorys
Dwudziestodwukrotnie zdobywał medale mistrzostw świata. Czterokrotnie stawał na najwyższym stopniu podium: dwukrotnie w turnieju drużynowym, czterokrotnie indywidualnie (w 1937 w Baden, 1939 w Kairze, 1948 w Londynie i 1950 w Budapeszcie) oraz jeden raz w deblu.
Był dziesięciokrotnym mistrzem Anglii w latach 1939-1954 w grze pojedynczej (6 zwycięstw) i podwójnej (4 triumfy).
Był pierwszym zawodowym tenisistą stołowym, dawał pokazy gry podróżując m.in. z koszykarzami Harlem Globetrotters. Niektóre źródła podają, iż urodził się w 1920 roku i w 1939 roku reprezentował barwy Polski. Po przyłączeniu Austrii do III Rzeszy wyemigrował do Wielkiej Brytanii. Był pochodzenia żydowskiego z małżeństwa polsko-włoskiego.